# لیندا موسی
لیندا موسی (انگلیسی: Linda Mvusi؛ زادهٔ c.۱۹۵۵) یک هنرپیشه، بازیگر سینما، و معمار اهل آفریقای جنوبی است.
از فیلم‌ها یا برنامه‌های تلویزیونی که وی در آن نقش داشته است می‌توان به یک دنیا فاصله اشاره کرد. موسی در سال ۱۹۸۸ برنده